# 瀬戸弘司
瀬戸 弘司（せと こうじ、1980年10月19日 - ）は、日本のYouTuber、舞台俳優。劇団天然工房、UUUM所属。音楽活動する際のレコードレーベルはUUUM RECORDS。愛称は「瀬戸さん」。身長179 cm。

## 来歴
1980年10月19日、福井県福井市で3人兄弟の長男として出生。中学時代はバスケットボール部、高校時代は山岳部に所属していた。福井県立藤島高等学校を卒業後、東京工業大学に進学して劇団東俳に入団する。2002年3月に大学を中退。
大学時代から劇団天然工房に所属。2010年からYouTube上で商品レビューやガジェット紹介を中心とした動画を投稿している。2012年、『YouTube NextUp 2012クリエイターキャンプ』のメンバーに選出される。2013年11月15日、YouTuberプロダクションUUUMへの所属を発表。
2016年2月2日午後12時58分、メインチャンネルのチャンネル登録者数が100万人を超えた。また、同年5月5日に結婚していたことを、自身の36歳の誕生日である同年10月19日にYouTubeで公表した。
2020年10月17日、自身のYouTubeチャンネルが動画投稿開始から10周年であることを記念してオリジナルグッズの販売を発表。同年10月23日、KDDIが主催のiPhone 12 Pro・iPhone 12の発売イベントに出演。
2021年3月18日、サブチャンネル「瀬戸弘司ミニ」の動画で祖母の死去を報告した。
2023年6月2日、第1子となる男児が誕生した。

## 人物
趣味はウクレレ、DTMであり、自ら作曲した曲もYouTubeでアップロードしている。YouTube活動の最初期には、ウクレレで「ひょっこりひょうたん島」を演奏している動画を投稿した。
商品紹介の動画を配信により収入を得て生活する人物としてテレビ番組で取り上げられ、AKB48と番組でコラボしたことがある。
「しずえさん」「しーさん」と呼ばれる配偶者がおり、彼女のみで企画・実況・編集された動画も存在する。その呼称は「どうぶつの森シリーズ」のキャラクター「しずえ」に由来する。呼称は2013年の初登場より「しずえさん」としていたが、2019年より「しーさん」に変更した。
「ぷんばらさん」というオリジナルキャラがトレードマークで、RucKyGAMESによってゲームアプリが配信されている。
年末年始に福井県小浜市の実家に帰省した際、のどぐろの塩焼きを食して「水に浸したパンみたい」と述べたことがある。
2020年3月29日、HIKAKINが企画した動画で香取慎吾と共演した。

## 出演
舞台俳優・YouTuberとして劇団天然工房の公演（第4回 - ）や自身のYouTubeチャンネルのほか、舞台、映画、テレビ番組などに出演している。

### 舞台
- JOE Company Vol.2「CHILDREN」（2004年5月19日 - 23日）
- 道化師プロデュース 「突然Mのごとく part3」
- 劇団スカッシュ「秒速ドリーマー」（2015年11月26日 - 12月6日、笹塚ファクトリー）[32]

### 映画
- 憑依（2005年）※Vシネマ
- セレブが結婚したい13の悪魔　(2007年2月)[33]
- 東京タワー 〜オカンとボクと、時々、オトン〜　(2007年4月)[34][35]
- たとえ世界が終わっても（2007年8月）
- 地球でたったふたり（2008年9月）
- HK 変態仮面  アブノーマル・クライシス（2016年5月、玉男の手下役）[36]
- 隙間男 Stalking Vampire（2018年）[37]

### テレビ番組
- 放送直前スペシャル　徹底調査！シャーロックホームズ（NHK Eテレ、2014年10月5日） - レポーター[38]
- 24時間テレビ 「愛は地球を救う」　(福井放送ローカルパート、2017年8月27日）

### CM
- 『幸せの道 父と娘の絆』篇（第一生命）
- ハピファミカレー（エスビー食品）

## 音楽活動

### シングル
- ミツアキTVラップ（2015年12月24日公開、2016年11月6日配信開始）- 第66回NHK紅白歌合戦とのタイアップ作品。geniwayによるリミックス版も同時配信。iTunesのヒップホップ/ラップ部門において1位を獲得。（2016年11月6日）[39]

## 受賞
- 楽器店大賞2022 特別部門[40]